# Chaource (fromage)
Pour les articles homonymes, voir Chaource.
Le chaource est un fromage à pâte molle à croûte fleurie à prédominance lactique. Il est exclusivement fabriqué avec du lait de vache entier dont la composition n’est pas modifiée (il ne subit ni ajout ni soustraction de matières grasses ou de protéines). Sa pâte, salée, a une teneur en matière sèche d’au moins 40 % et contient au moins 48 % de matière grasse dans l’extrait sec.
Son nom provient du village de Chaource dans l'Aube qui est l'épicentre de son émergence historique. Ce fromage bénéficie d'une AOC depuis 1970, et, depuis 1996, il est enregistré comme AOP.
Sa meilleure période de consommation s'étend de juillet à novembre.
Il peut être conditionné sous emballage papier, carton, en boîte ou caissette en bois.

## Histoire
Le chaource est un fromage très ancien. Les premières traces écrites de l'existence locale d'une fabrication fromagère datent du XIVe siècle. Marguerite de Bourgogne l'appréciait beaucoup et l'exigeait à sa table,. Il fut présenté à Charles IV le Bel lors de son passage à Chaource.  
L’implantation du fromage dans la région s’est trouvée, au Moyen Âge, étroitement liée à la présence de nombreuses abbayes et commanderies. Les moines étaient en effet les seuls à disposer des prés et bois nécessaires à l’alimentation du bétail et à la production de lait et de fromage. La plupart, rejetant la consommation de viande, la remplacèrent souvent par le fromage, permettant ainsi le développement de l’élevage et la transmission des techniques de transformation fromagères.
Les femmes de la région reprirent ce savoir-faire au cours des XVIIe et XVIIIe siècles, pour produire des fromages destinés à la seule consommation familiale. La fabrication du fromage devait s’accorder avec les nombreuses corvées journalières qui leur laissaient peu de temps disponible. La traite s’effectuait le matin ou le soir puis on laissait cailler le lait naturellement avant de le reprendre en fin de journée ou le lendemain matin. Le fromage était fabriqué avec du lait gras, c’est-à-dire avec du lait non écrémé (non « levé de la crème »). Le caillé lactique pouvant s’égoutter lentement sans surveillance particulière, ce processus était particulièrement adapté au rythme des fermières. C’est ce système de production qui a donné son caractère lactique au fromage et en a déterminé les grandes étapes de fabrication (temps de caillage, égouttage spontané et lent).
Les fromages étaient consommés de multiples façons, frais ou secs, les fromages frais étant généralement privilégiés en été pour des raisons de fraîcheur mais également pour des raisons pratiques. En effet, l’affinage variait en fonction des difficultés de conservation liées le plus souvent à la température : quand les conditions étaient défavorables, ils étaient consommés frais, pour éviter de les perdre, et quand les conditions le permettaient ils pouvaient être conservés jusqu’à deux mois. Ces habitudes de consommation ont perduré jusqu’à nos jours, donnant naissance à deux formats de fromage évoluant de manière légèrement différente.
Les fromages qui n’étaient pas consommés à la ferme étaient vendus sur les marchés. On retrouve des traces de ces ventes dès 1829 (octobre 1929[Quoi ?], « Tableau des foires existantes dans le département de l’Aube »). La plupart du temps, les fromages étaient collectés par des cossoniers (marchands de fromages) qui les revendaient sur les marchés locaux mais également sur les principales places françaises : Paris, Lyon, Dijon, Toulouse, Reims, Metz, Douai, Clermont-Ferrand, Annecy et Lons-le-Saunier.
Avec le développement de l’agriculture aux XIXe et XXe siècles, les rendements laitiers s’améliorèrent, permettant ainsi une augmentation de la production laitière. La vente sur les marchés se développa. Cependant, la fabrication de fromages et leur vente restaient des activités contraignantes et les fermières préférèrent livrer le lait aux laiteries qui s’implantaient. Face à la pénurie de fromages fermiers, les cossoniers se lancèrent alors dans la fabrication. Au début des années 1960, l’artisan fromager avait pris définitivement le relais des fermières.
Le procédé de fabrication et la matière première utilisée ont toujours permis aux fabricants d’obtenir une plus-value par rapport à des fromages secs et plus petits, issus de lait partiellement écrémé (« levés de leur crème ») fabriqués dans les environs.

## Terroir d'appellation

### Aire géographique
La zone de production du chaource s'étend sur les deux départements de l'Aube et de l'Yonne.

### Production laitière

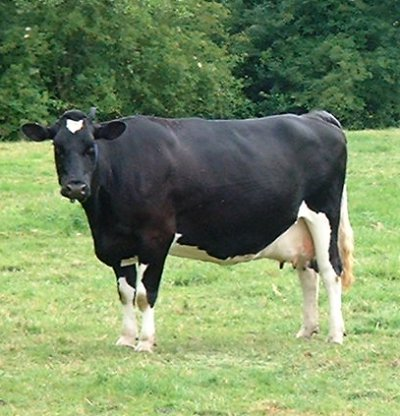
Le chaource est un fromage au lait de vache.

La définition de l’aire géographique de l’appellation d’origine « Chaource » a été établie d’après la zone traditionnelle de fabrication du fromage de Chaource et d’élevage bovin laitier. 
L’alternance de sols calcaires et argileux a conduit à l’installation d’exploitations de polyculture-élevage, avec orientation de certaines zones localisées sur les sols argileux et dans les vallées inondables des cours d’eau, pour la production herbagère. Les pratiques d’élevage sont directement influencées par la nature du climat et des terres de l’aire géographique et sa localisation. Ainsi, sa situation, au carrefour de plusieurs zones de races bovines a entraîné un désintéressement quant aux races de vaches, au profit d’animaux indigènes. Le fonctionnement autarcique des exploitations, pour valoriser au mieux les ressources locales, a amené à privilégier les aliments (fourrages et compléments) produits sur l’exploitation ou dans le bassin proche (au minimum 75 % des aliments proviennent de l’exploitation et 85 % de l’aire géographique). En conséquence, l’herbe a pris une importance non négligeable dans l’alimentation des animaux, que ce soit sous la forme de pâturage (plus de 20 ares par vache pendant au moins cinq mois) ou sous forme conservée (plus de 30 % de la matière sèche utile des fourrages). Souvent originaire de prairies naturelles inondables, la qualité de cette herbe n’est pas suffisante pour la production d’un lait convenablement structuré pour une transformation fromagère, d’où la nécessité de la compléter par d’autres fourrages riches en énergie et par des compléments. 
La pauvreté du lait, mais aussi et surtout l’adaptation des fermières à leurs contraintes de travail les ont amenées naturellement à s’orienter vers une production fromagère lactique utilisant du lait entier (d’où des fromages avec un minimum de 48 % de gras sur sec). En effet, les travaux agricoles étant nombreux et variés, elles disposaient de peu de temps pour se consacrer à la production de fromages. Il leur fallait donc un système calé sur le rythme de vie et nécessitant peu de surveillance. Ceci explique que les étapes de fabrication soient si longues et simplifiées (caillage de 12 heures minimum, égouttage spontané et lent). L’affinage était également mené en fonction du rythme de vie : les fromages étaient consommés généralement frais en été, pour leur goût lactique rafraîchissant et pour des raisons évidentes de conservation, et plus affinés dès que les conditions le permettaient. Ces habitudes de consommation ont perduré et ont entraîné deux types de fabrications à durée d’affinage similaire : celle de petits fromages affinés et celle de fromages plus gros, juste fleuris et avec un goût lactique plus prononcé.

### Fabrication du fromage

#### Origine du lait
Le lait destiné à la fabrication du Chaource doit être collecté, stocké et transformé indépendamment des autres laits soit par l’autonomie totale des circuits de collecte et des ateliers de transformation, soit au sein d’une installation unique par la séparation des laits et des produits transformés de la collecte du lait à l’affinage des fromages.

#### Caractéristiques du lait et ingrédients
Le lait destiné à la fabrication du Chaource est obligatoirement du lait entier qui n’a subi ni d’ajout ni de soustraction de matières grasses ou de protéines, sauf celles contenues dans le milieu de culture des ferments lactiques, dans une limite maximale de 3 % du volume de lait mis en fabrication. La concentration du lait par élimination partielle de la partie aqueuse avant coagulation est interdite. Outre les matières premières laitières, les seuls ingrédients ou auxiliaires de fabrication ou additifs autorisés dans les laits, et au cours de la fabrication, sont la présure, les cultures inoffensives de bactéries, de levures, de moisissures, le chlorure de calcium et le sel.

#### Maturation
Le lait doit être maturé avant emprésurage par l’utilisation de souches de ferments lactiques mésophiles à une température comprise entre 23 et 35 °C.

#### Emprésurage
A l’emprésurage, le lait doit avoir atteint une acidité supérieure ou égale à 20 °Dornic ou un pH inférieur ou égal à 6,6. Sa température doit être comprise entre 23 et 33 °C. Il doit cailler sous l’effet de l’acidité naturelle produite par les ferments lactiques et de la présure animale, dans des bassines de capacité maximale de 160 litres. Le temps de coagulation avant moulage doit être au minimum de 12 heures, pour conférer au caillé son caractère lactique.

#### Moulage
Au moment du moulage, le caillé doit présenter un pH inférieur ou égal à 4,75 et le sérum une acidité supérieure ou égale à 53 °Dornic. L’un au moins de ces critères devra être vérifié au moulage. Le caillé est déposé dans des moules cylindriques troués et sans fond.

#### Égouttage
L’égouttage du caillé est naturel et spontané. Il pourra être favorisé par le tranchage du caillé en bassine et des retournements en moule. Un retournement en moule est obligatoire durant cette phase. L’égouttage s’effectue à une température comprise entre 20 et 30 °C.

#### Salage
Le salage est effectué exclusivement en surface au sel sec.

#### Ressuyage
Après démoulage, les fromages sont ensuite mis à ressuyer au minimum pendant 24 heures, à une température comprise entre 10 et 18 °C.

#### Affinage
L’affinage des fromages dure au minimum 14 jours à compter de l’emprésurage du lait, dont au moins 8 jours (hors ressuyage) à une température comprise entre 8 et 14 °C. Durant l'affinage, le fromage se couvre d'un feutrage blanc qui forme une fine croûte. Il existe deux formats. Le grand format, dont le poids est compris entre 450 et 700 grammes, est fabriqué dans des moules de dimension entre 110 et 115 mm de diamètre. Le petit format, dont le poids est compris entre 250 et 380 grammes, est fait dans des moules de 85-90 mm de diamètre.

### Étiquetage
L'étiquetage doit comporter l'indication du nom de l'Appellation d'Origine ainsi que le symbole AOP de l’Union européenne.
L’emploi de tout qualificatif ou autre mention accompagnant ladite appellation d’origine est interdit dans l’étiquetage, la publicité, les factures et papiers de commerce, à l’exception :
- des marques de commerce ;
- des mentions "artisanal" ou "fabrication artisanale" réservées aux seuls artisans transformateurs reconnus par la réglementation relative à l’artisanat ;
- des mentions "affiné par" ou "affineur", ou toute autre mention faisant référence à l’affinage du produit.

Par ailleurs, le nom et l’adresse complète du dernier opérateur habilité pour l’appellation d’origine « Chaource » doivent figurer sur l’étiquette.

## Le fromage

### Spécificités

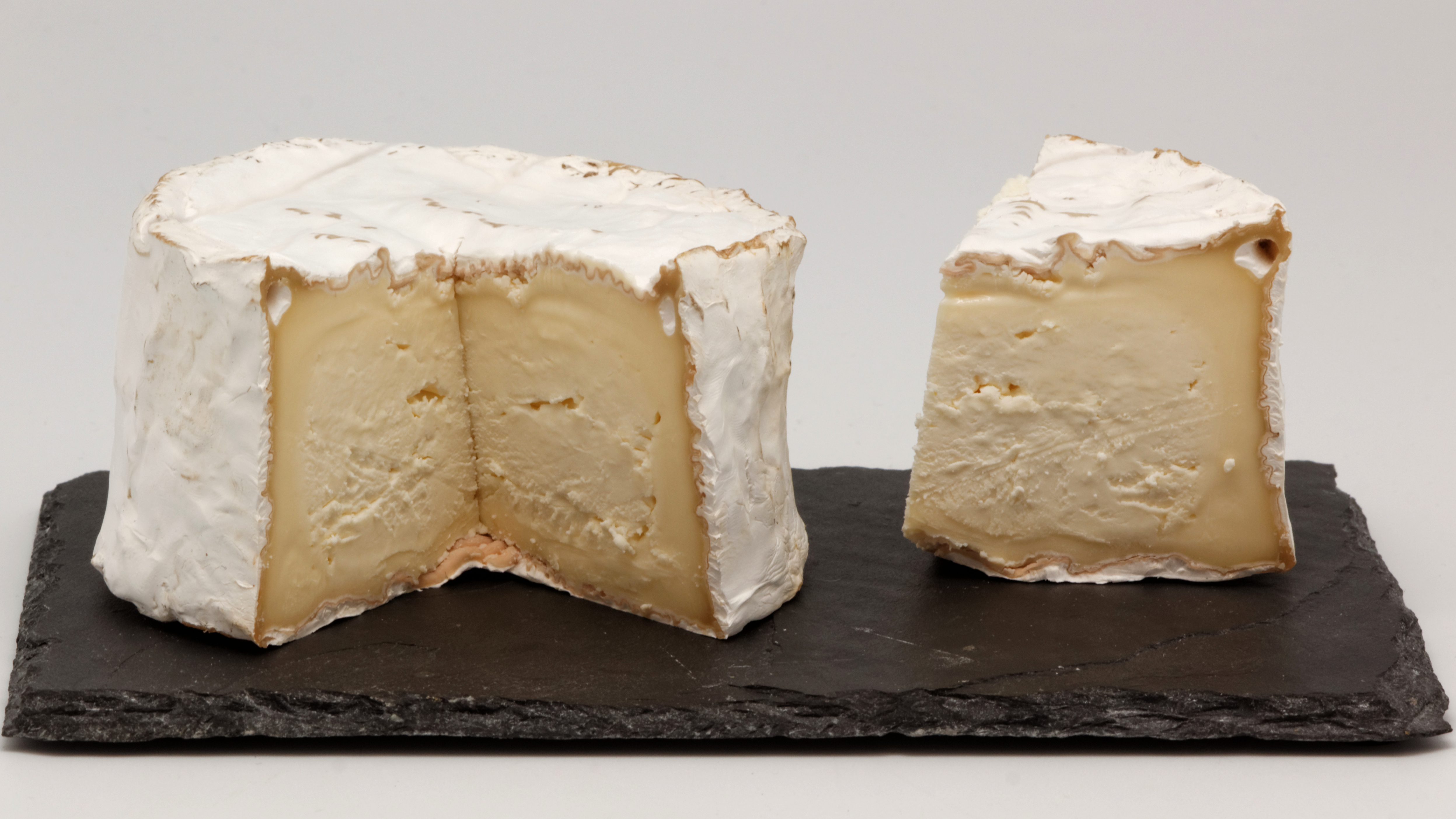
Pâte du Chaource.

Sa pâte, salée au sel sec, est onctueuse, souple et assez ferme à la fois. Il a la particularité de présenter un affinage centripète faisant ressortir au fil du temps le contraste entre son pourtour crémeux et la texture fine et légèrement granuleuse du cœur.
Sa croûte est recouverte de façon dominante de moisissure blanche de Penicillium candidum.
Il dégage une légère odeur de champignon et peut développer des arômes fruités, dont la noisette, et un goût léger de champignon frais.
C’est le seul fromage de vache de fabrication lactique et à croûte fleurie ayant une forme de cylindre haut à faces planes. Cette forme est notamment liée à l’utilisation de moules nettement plus hauts que larges qui permettent de contenir une quantité importante de caillé, favorisant son égouttage spontané par le simple effet de la gravité et donc sans aucune intervention extérieure.

### Production

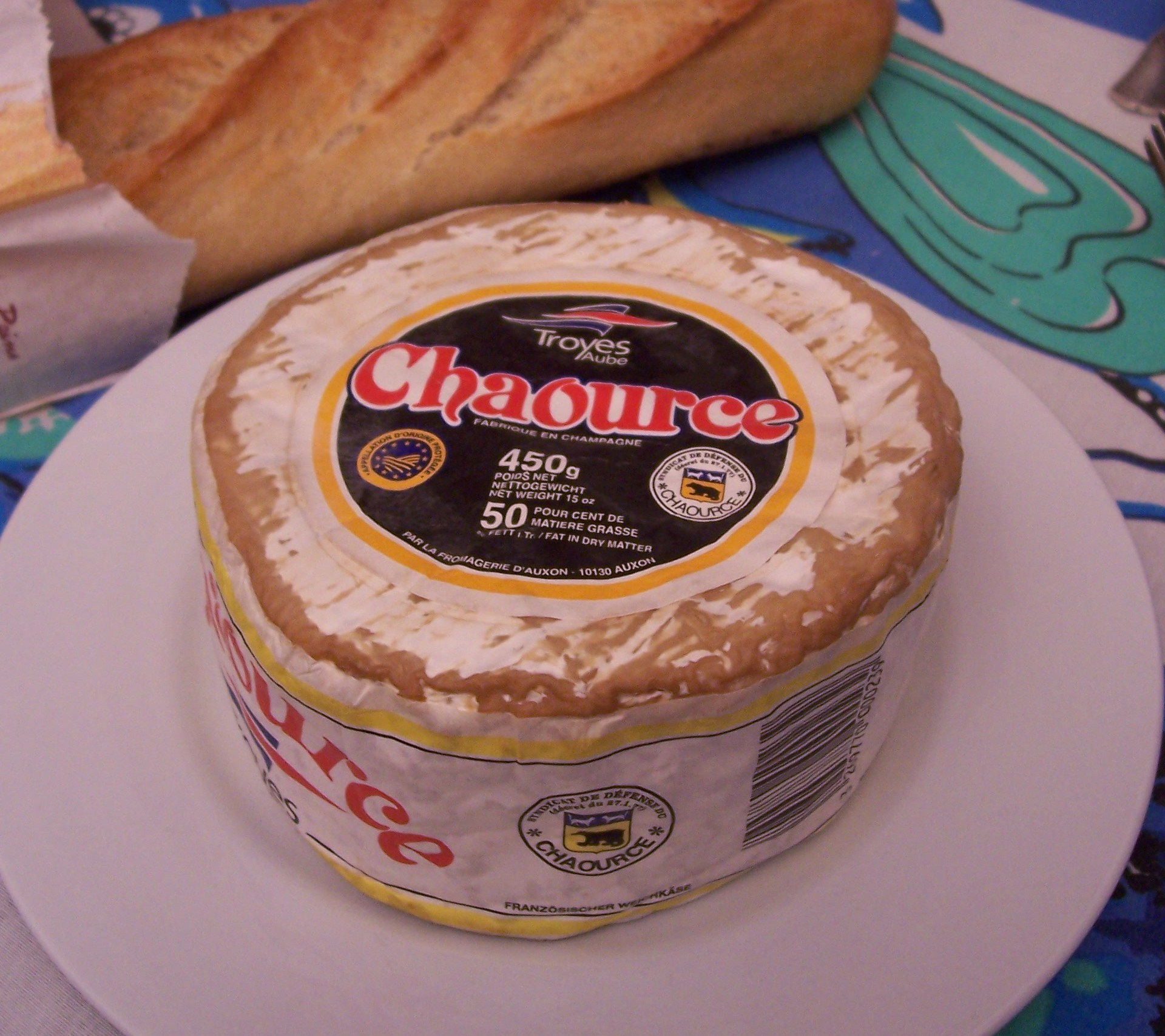
Chaource très affiné. À ce stade d'évolution, le fromage ne correspond plus aux caractères organoleptiques qu'on peut en attendre.

La production de chaource est passée de 1 080 tonnes en 1983-1984 à 1 117 tonnes en 1988, puis 1 951 tonnes en 1998 et 2 446 tonnes en 2007. 2 441 tonnes en 2008.
En 2013, il y a 69 exploitations laitières. La transformation concerne trois fromageries industrielles (Fromagerie d'Auxon, Nouvelle Fromagerie de Vaudes et Fromagerie Lincet) et une artisanale (Fromagerie de Mussy), deux producteurs fermiers (GAEC des Tourelles et GAEC Leclere) et deux affineurs (Fromagerie Pouillot et Fromagerie Ozérée).

## Déclinaisons
Le Triffoire chaource affiné à la prunelle de Troyes a obtenu au Mondial du fromage, la médaille d'argent le 10, 11 et 12 septembre 2023.